# Lozerlaan
De Lozerlaan is een laan in het zuidwesten van  Den Haag. De betekenis van de naam Lozerlaan is onbekend, al is er waarschijnlijk een relatie met de naam Loosduinen. De naam zelf is al honderden jaren oud en komt voor op Haagse plattegronden van omstreeks 1600.

## Geschiedenis

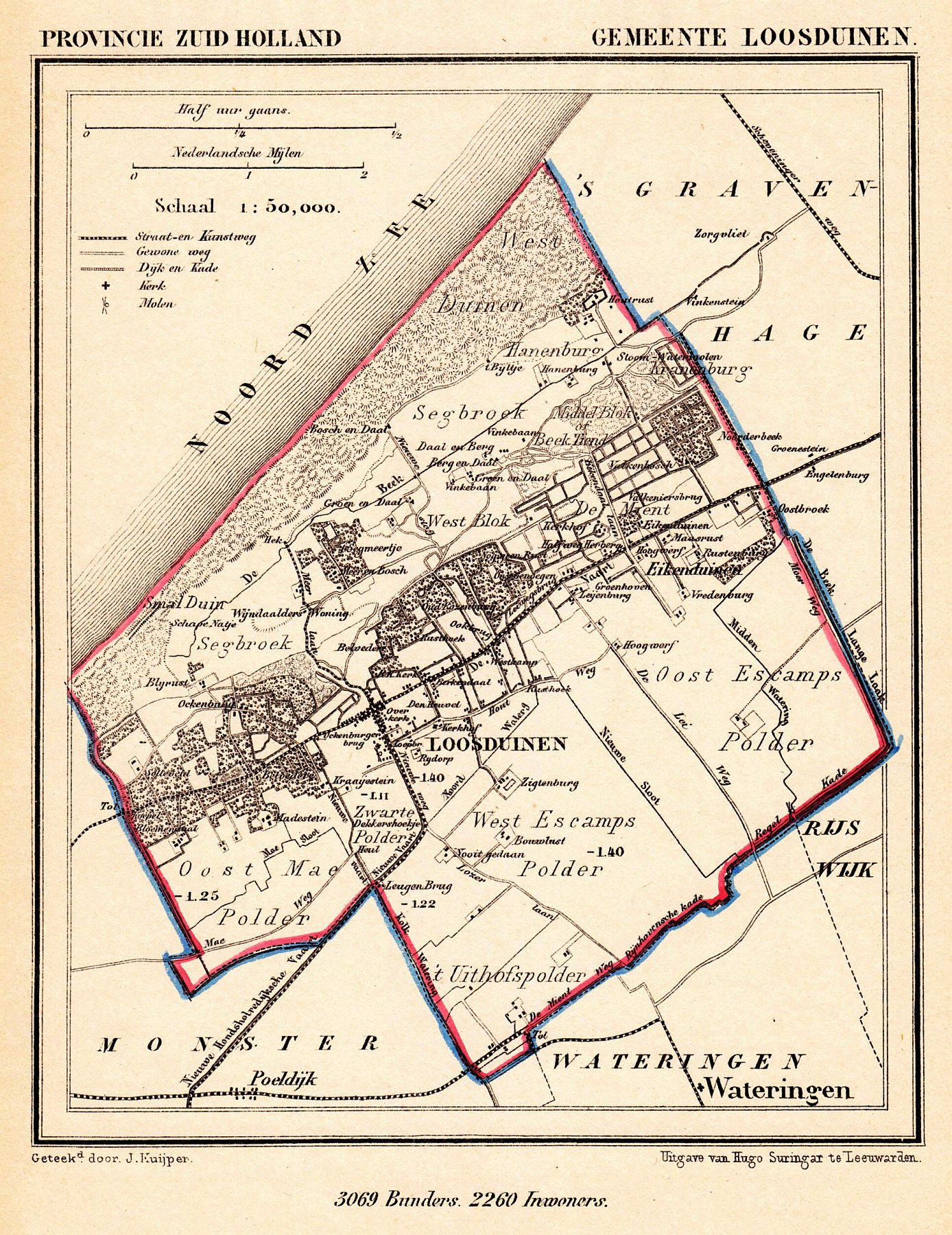
Kaart van Loosduinen met rechtsonder oude Lozerlaan: (1869)

De oude Lozerlaan was een oude polderweg, die meer oostelijk lag dan de huidige Lozerlaan. De weg vormde de grens tussen de Uithofspolder en Escamppolder. Bij de aanleg van de Haagse nieuwbouwwijken Bouwlust en Vrederust kreeg de oude Lozerlaan in 1956 een ander tracé, oostelijker dan oorspronkelijk gedacht. Een deel van de oude weg droeg tussen 1961 en 1967 de naam Oude Lozerlaan.
De nieuwe Lozerlaan is eind jaren 60 aangelegd tussen de vroegere Uithofspolder en de West-Escamppolder. 

## Wegverloop
De laan begint bij de kruising Poeldijkseweg/Erasmusweg/Wippolderlaan, loopt door de wijken Bouwlust, Vredestein en Kraayenstein
| Kruispunt Lozerlaan / Erasmusweg | Kruispunt Lozerlaan / Erasmusweg | Kruispunt Lozerlaan / Erasmusweg | Kruispunt Lozerlaan / Erasmusweg | Kruispunt Lozerlaan / Erasmusweg |
| -------------------------------- | -------------------------------- | -------------------------------- | -------------------------------- | -------------------------------- |
|                                  |                                  | richting Rijswijk Erasmusweg     |                                  |                                  |
|                                  |                                  |                                  |                                  |                                  |
| richting Kijkduin Lozerlaan      | richting Rotterdam Wippolderlaan |                                  |                                  |                                  |
|                                  |                                  |                                  |                                  |                                  |
|                                  |                                  | richting Westland Poeldijksweg   |                                  |                                  |

Verkeerstechnisch heeft de Lozerlaan aanzienlijk in belang gewonnen toen in 1998 de doortrekking van de N211 naar de A4 tot stand kwam en de laan deel ging uitmaken van de buitenste ringweg om Den Haag. De Lozerlaan werd daarom verbreed tot een weg met 2x2 gescheiden rijstroken.
Aan de Lozerlaan zijn in 1970 vier flatgebouwen van elk zestien verdiepingen gebouwd. Deze flats zijn te herkennen aan de grote figuren die erop zijn geschilderd: driehoek, vierkant, cirkel, ster.
De Provinciale weg N211 loopt over de Lozerlaan. Bij kruispunt tussen Escamplaan, Nieuweweg en Lozerlaan is er gewisseld met stadsroute S200. 
| Kruispunt Lozerlaan / Escamplaan | Kruispunt Lozerlaan / Escamplaan | Kruispunt Lozerlaan / Escamplaan       | Kruispunt Lozerlaan / Escamplaan | Kruispunt Lozerlaan / Escamplaan |
| -------------------------------- | -------------------------------- | -------------------------------------- | -------------------------------- | -------------------------------- |
|                                  |                                  | richting Centrumring (S100) Escamplaan |                                  |                                  |
|                                  |                                  |                                        |                                  |                                  |
| richting Kijkduin Lozerlaan      | richting Rotterdam Lozerlaan     |                                        |                                  |                                  |
|                                  |                                  |                                        |                                  |                                  |
|                                  |                                  | richting Westland Nieuweweg            |                                  |                                  |

Het eindigt bij de kruising Monsterseweg/Loosduinse Hoofdstraat/Ockenburghsestraat.